# Wellringrade
Wellringrade ist ein Ort und Stadtteil von Radevormwald im Oberbergischen Kreis im nordrhein-westfälischen Regierungsbezirk Köln in Deutschland.

## Lage und Beschreibung

Das Feuerwehrhaus von Wellringrade nahe dem Segelfluggelände

Teilansicht von Wellringrade. Im Hintergrund sieht man die nach Schwelm führende Bundesstraße 483

Er liegt an der Bundesstraße 483, welche Radevormwald und Ennepetal verbindet. Aus Wellringrade führt die Kreisstraße 9 in Richtung Norden zur Ennepetalsperre und weiter nach Breckerfeld sowie in Richtung Süden nach Radevormwald-Stadt. Nachbarorte sind Rochollsberg, Scheideweg, Leye, Knefelskamp und Uelfe III.
Die Einheit Wellringrade der Freiwilligen Feuerwehr Radevormwald verfügt über ein Feuerwehrhaus. Im Süden befindet sich das Segelfluggelände Radevormwald-Leye, welches von einer Flugplatzgemeinschaft bestehend aus mehreren eigenständigen Vereinen genutzt wird.
Politisch im Stadtrat von Radevormwald vertreten wird Wellringrade durch den Direktkandidaten des Wahlbezirks 170.

## Geschichte
1343/1344  wurde der Ort das erste Mal urkundlich erwähnt. In einer im Hauptstaatsarchiv Düsseldorf lagernden Urkunde ist die Rede von „Kriegsschäden durch Verwüstungen der Truppen des Kölner Erzbischofs Dietrich II. von Moers.“
Die Schreibweise der Erstnennung war Welderinckrode.

## Busverbindungen
Über die im Ort gelegene Haltestelle der Linie 339 (VRS/OVAG) ist Wellringrade an den öffentlichen Personennahverkehr angebunden.